# Weltmeister EX6

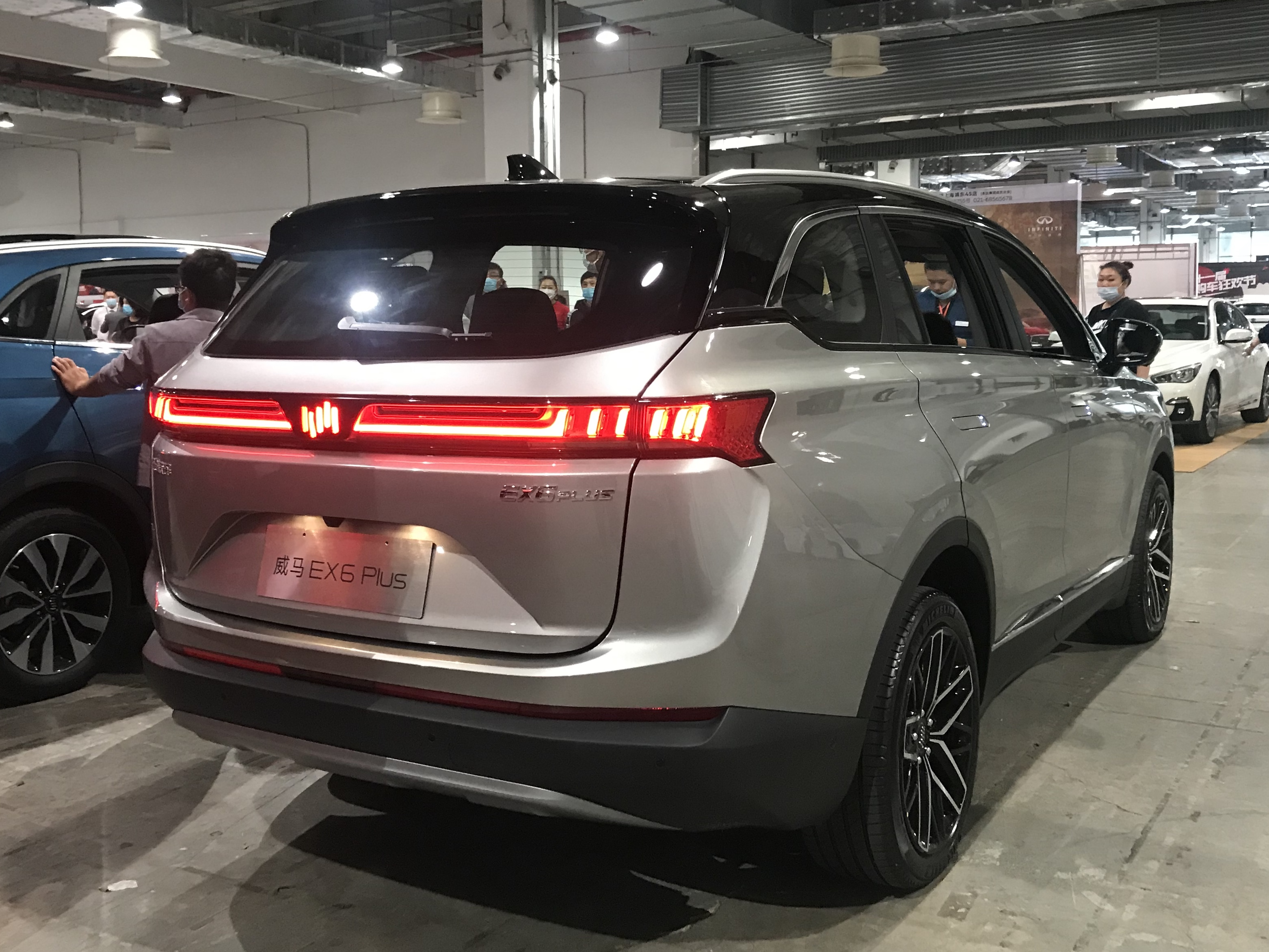
Heckansicht

Der Weltmeister EX6 ist ein batterieelektrisch angetriebenes Sport Utility Vehicle von WM Motor Technology.

## Geschichte
Vorgestellt wurde das zweite Modell des Herstellers als Konzeptfahrzeug im April 2018 auf der Beijing Auto Show. Das Serienmodell wurde als Fünfsitzer ab November 2019 auf dem chinesischen Heimatmarkt verkauft. Eine sechssitzige Version mit einer dritten Sitzreihe wurde ab September 2020 angeboten.

## Technische Daten
Angetrieben wird die Baureihe wie der kleinere EX5 von einem 160 kW (218 PS) starken Permanentmagnet-Synchronmotor von BorgWarner. Es standen zwei Batteriegrößen zur Wahl. Die kleinere hat einen Energieinhalt von 54 kWh, die größere 69 kWh.
|                            | 400                               | 500                               |
| -------------------------- | --------------------------------- | --------------------------------- |
| Bauzeitraum                | 2019–2021                         | 2019–2021                         |
| Motorkenndaten             |                                   |                                   |
| Motorart                   | Permanentmagnet-Synchronmotor     | Permanentmagnet-Synchronmotor     |
| max. Leistung              | 160 kW (218 PS)                   | 160 kW (218 PS)                   |
| max. Drehmoment            | 315 Nm                            | 315 Nm                            |
| Kraftübertragung           |                                   |                                   |
| Antrieb                    | Vorderradantrieb                  | Vorderradantrieb                  |
| Getriebe                   | Festes Übersetzungsverhältnis     | Festes Übersetzungsverhältnis     |
| Messwerte                  |                                   |                                   |
| Höchstgeschwindigkeit      | k. A.                             | k. A.                             |
| Beschleunigung, 0–100 km/h | 9,5 s                             | 9,5 s                             |
| Batterie                   | Lithium-Ionen-Akkumulator: 54 kWh | Lithium-Ionen-Akkumulator: 69 kWh |
| Reichweite nach NEFZ       | 408 km                            | 505 km (Sechssitzer: 501 km)      |